# I Was a Male War Bride
I Was a Male War Bride (bra: A Noiva Era Ele; prt: Fizeram-Me Passar por Mulher) é um filme estadunidense de 1949, do gênero comédia romântica, dirigido por Howard Hawks, com roteiro de Charles Lederer e Leonard Spigelgass baseado na história autobiográfica "Male War Bride Trial to Army", de Henri Rochard, publicada no Baltimore Sun dois anos antes.

## Sinopse
O Capitão Henri Rochard é um oficial designado para trabalhar com a tenente Catherine Gates na França. Após de uma série de desventuras malucas, eles se apaixonam e se casam. Catherine logo recebe ordens para retornar ao Estados Unidos e Henri quer voltar com ela. Mas, enquanto o Exército tem um protocolo rígido para lidar com "noivas de guerra", não há uma lei semelhante para homens que se casam com pessoas do sexo feminino do Exército, de modo que a fim de seguir sua nova esposa para os Estados Unidos, Rochard tem de disfarçar-se.

## Elenco
- Cary Grant ...  cap. Henri Rochard
- Ann Sheridan ...  tte. Catherine Rochard
- Marion Marshall ...  tte. Kitty Lawrence
- Randy Stuart ...  tte. Eloise Billings
- Bill Neff ...  cap. Jack Ramsey